# Carstuckgirls.com
کارز استاک گیرلز دات کام یک وبگاه است که تصاویر و ویدئوهای آنلاین از زنان ارائه می‌دهد که سعی می‌کنند ماشین‌شان را از موانع مختلف آزاد کنند و نوار و دی‌وی‌دی‌های ضبط شده می‌فروشند. کارز استاک گیرلز دات کام برای ارائه تصاویرش به صورت آنلاین چندین بار نامزدی و جایزه دریافت کرده است.